# Schistidium papillosum
Schistidium papillosum là một loài Rêu trong họ Grimmiaceae. Loài này được Culm. mô tả khoa học đầu tiên năm 1918.